# Rensdyret Rudolf
Rensdyret Rudolf er Julemandens mest kendte rensdyr og blev skabt af Robert L. May i 1939 som det niende rensdyr. Historien om Rudolf blev første gang udgivet af stormagasinkæden Montgomery Ward, der delte et lille hæfte med en historie ud til sine kunder. Bogen om Rudolf blev oversat til dansk omkring 1950.
Fremkomsten af de øvrige otte rensdyr går længere tilbage og tilskrives den amerikanske digter Clement Clarke Moore, der i digtet "A Visit from St. Nicholas" fra digtsamlingen Poems (1840) fremstillede Julemanden med en lille kane, der blev trukket af otte små rensdyr. Kanen flyver afsted og lander på husenes tage, så Julemanden kan aflevere sine gaver gennem skorstenen. Det er dog blevet diskuteret i videnskabelige kredse, om den egentlige ophavsmand til digtet er Henry Livingston Jr.
I 1949 skrev Johnny Marks sangen om "Rudolph, the red-nosed reindeer", og den originale sangtekst er oversat og bearbejdet af tekstforfatteren Poul M. Jørgensen.
De ni rensdyrs navne kan oversættes til: Springer, Danser, Smukke, Konge, Komet, Amor, Torden, Lyn og Rudolf.